# Wuhan Street Circuit
Der Wuhan Street Circuit (Chinesisch: 武漢街道賽) war ein temporärer Straßenkurs in der Innenstadt von Wuhan, in der Volksrepublik China, der zwischen 2017 und 2019 genutzt wurde. 

## Geschichte
Der Circuit befindet sich rund um das Wuhan Sports Center, einen großen Sportkomplex in der Stadt. Der Straßenkurs wurde erstmals 2017 genutzt, als das vorletzte Rennwochenende der China Touring Car Championship in Wuhan stattfand.
2018 wurde das Rennwochenende neben der CTCC um die TCR China Touring Car Championship und die Chinesische Formel-4-Meisterschaft erweitert, während mit dem World Touring Car Cup (WTCR) die erste internationale Veranstaltung angezogen wurde. Es war die zweite chinesische Veranstaltung im WTCR-Kalender, nachdem die Serie bereits eine Woche zuvor auf dem Ningbo International Circuit gastiert hatte.
Ende 2019 fand ein Lauf der chinesischen GT-Serie auf dem Kurs statt. In diesem Rahmen startete die Chinesische Langstrecken-Meisterschaft zum 2.Male auf dem Kurs, nachdem man bereits im Vorjahr dort angetreten war. Zu dieser Zeit begann in Wuhan die weltweite COVID-19-Pandemie. Seitdem fanden keine Rennen mehr auf der Strecke statt, obwohl der Kurs noch bis 2022 in den Planungen einiger Serien auftauchte. Diese Rennen wurden jedoch allesamt abgesagt.  
Inzwischen finden Motorsport-Veranstaltungen in Wuhan auf dem neuen Wuhan International Circuit statt. 